# Koupaliště Soběslav
Koupaliště Soběslav je venkovní koupaliště v Soběslavi, vybudované v roce 2011. Rozloha celého areálu je 5000 m².

## Historie a výstavba
Stavba koupaliště začala v roce 2009. Původní plánovaný rozpočet činil zhruba 81 milionů korun, a to včetně dotace. Poté, co došlo k přehodnocení projektu, město dotaci na stavbu nedostalo. Uvažovalo se i o ukončení stavby. Došlo k určitým úpravám projektu a rozpočet se zmenšil na 58 milionů korun. Stavbu realizovala firma Spilka a Říha Soběslav. Termín dokončení stavebních a terénních prací byl plánován na první polovinu června roku 2011. Tento plán byl také dodržen a posléze byl celý areál uveden do provozu.

## Popis areálu
V areálu se nachází plavecký bazén, který je 25 metrů dlouhý a 10 metrů široký. Dále 30metrový rekreační bazén se třemi tobogány, divokou řekou a chrliči vody. Pro děti je v resortu umístěno brouzdaliště. Po celém areálu je rozmístěno několik sportovních aktivit – badminton, stolní tenis, ruské kuželky, minigolf, dětské hřiště a písečná pláž. Součástí areálu je i bufet s posezením, šatny, sprchy a záchody. Před areálem je vybudované parkoviště s 80 místy.

## Vstupné
Cena vstupného se uvádí podle strávené doby na koupališti. Rozděluje se na celodenní, dopolední do 13.00, odpolední od 13.00 a na 2 hodiny.